# Карасуський сільський округ (Уаліхановський район)
Карасу́ський сільський округ (каз. Қарасу ауылдық округі, рос. Карасуский сельский округ) — адміністративна одиниця у складі Уаліхановського району Північноказахстанської області Казахстану. Адміністративний центр — село Аккудик.
Населення — 236 осіб (2021; 537 у 2009, 1682 у 1999, 3479 у 1989).
Станом на 1989 рік існували Жариккопинська сільська рада (села Баянбай, Жариккопа), Карасуська сільська рада (села Домбрали, Золота Нива, Казанкап) та Комсомольська сільська рада (села Аккайин, Дружба, Комсомольське) колишнього Валіхановського району. Села Баянбай, Жариккопа та Казанкап були ліквідовані 2010 року.

## Склад
До складу округу входять такі населені пункти:
| Населений пункт   | Старі назви   | Населення, осіб (1989) | Населення, осіб (1999) | Населення, осіб (2009) | Населення, осіб (2021) |
| ----------------- | ------------- | ---------------------- | ---------------------- | ---------------------- | ---------------------- |
| Аккайин, село     | -             | 94                     | -                      | -                      | -                      |
| Аккудик, село     | Комсомольське | 1257                   | 827                    | 347                    | 189                    |
| Баянбай, село     | -             | 106                    | 22                     | 7                      | -                      |
| Домбрали, село    | -             | 235                    | -                      | -                      | -                      |
| Дружба, село      | -             | 55                     | -                      | -                      | -                      |
| Жариккопа, село   | -             | 725                    | 308                    | 21                     | -                      |
| Золота Нива, село | -             | 742                    | 420                    | 155                    | 47                     |
| Казанкап, село    | -             | 265                    | 105                    | 7                      | -                      |